# (14029) 1994 UC1
1994 يو سي 1 (ويعرف أيضًا باسم (14029) 1994 يو سي 1 وفق تسمية الكوكب الصغير) (بالإنجليزية: 1994 UC1)‏ هو كويكب ضمن حزام الكويكبات؛ وترتيبه 14029 من حيث الاكتشاف.
اكتُشف هذا الجُرم الفلكي بواسطة تاكيشي أوراتا ‏ في 31 أكتوبر 1994.

## وصلات خارجية
- (14029) 1994 UC1 في قاعدة بيانات مختبر الدفع النفاث لأجرام النظام الشمسي الصغيرة

- الاكتشاف · مخطط المدار ·  العناصر المدارية · المعلمات المادية

- (14029) 1994 UC1 على موقع ويكي سكاي: DSS2, SDSS, GALEX, IRAS, Hydrogen α, X-Ray, Astrophoto, Sky Map, Articles and images